# Hadsund Syd
 For alternative betydninger, se Hadsund (flertydig). (Se også artikler, som begynder med Hadsund)
Hadsund Syd (udtale: [ha̝ð̠ˠ̞ˈsɔ̟̝nˀ ˈsyð̠ˠ̞]?) er et byområde eller en soveby få hundrede meter syd for Hadsund på Mariager Fjords sydlige bred med 429 indbyggere  (2024). Byen er vokset op ved det gamle færgested ved Mariager Fjord.
Byområdet fungerer i praksis som en bydel til Hadsund med 5.394 indbyggere (2024) på nordsiden af Mariager Fjord. Afstanden til Hadsund udgøres af den 252 m lange Hadsundbro. Dermed er afstanden til Hadsund mere end 200 m, og Danmarks Statistik betragter det derfor som et selvstændigt byområde.
Før 1880'erne blev lokaliteten kaldt Hadsund Huse, i 1883 blev den kaldt Sønder Hadsund indtil 1970'erne, derefter blev den kaldt for Hadsund Syd. Selve byen kan spores tilbage til 1890, mens stedet kan spores tilbage til 1486 under navn Sundkrogen; senere i 1854 blev det til Hadsund Huse (Sønder Hadsund Huse), dernæst Sønder Hadsund indtil 1970'erne, hvorpå den blev kaldt Hadsund Syd. Hadsund Huse er senere blevet brugt til de huse der lå i den nordlige del af Hadsund, som senere er blevet kendte som bydelen Hadsund Huse.
Færgeriet havde hjemsted på sydsiden af fjorden indtil 1772, hvor det blev flyttet på fjordens nordside til Hadsund. I 1904 blev færgeriet erstattet af en fast broforbindelse mellem Hadsund og Hadsund Syd.
Byens største virksomhed er Rikki Tikki Company, som blandt andet er kendt for sine Trip Trap Nisser. Udover den findes der også en genbrugsbutik og Færgekroen med et lille hotel (Hotel Syd). Byen har sin egen lille lystbådehavn for enden af Færgevej ved det gamle færgested.

## Historie
Hadsund Syd nævnes første gang i 1478 (27. juli 1478 Hadswnd), i 1579 optræder første gang betegnelsen Hassond ferresstedtt og 1844 Hadsund Huse. 1480 optræder Sundkrogen efter den kro som lå ved færgestedet, (i dag Færgekroen). Oprindeligt udgjordes den samlede bebyggelse af en færgekro og en bådebro. I 1682 var der en gård og 2 huse uden jord.
Grundlag for en egentlig byvækst blev dog først skabt, da der blev bygget en fast forbindelse med jernbane over sundet. Snart fulgte den første fabrik syd for sundet og i tilknytning til denne udvikledes en bymæssig bebyggelse.
Betegnelsen Hadsund Husene er en gammel betegnelse for nogle ejendomme, der lå i nærheden af landevejen Randers-Hadsund syd for Mariager Fjord. Betegnelsen kan gå langt tilbage og er i hvert fald benyttet fra 1736. Ved den tid bestod Hadsund Husene af Hadsund Færgested, Hadsund toldsted og tre eller fire mindre ejendomme, formentlig med lidt jordtilliggende.
I 1787 regnes 41 personer til Hadsund Huse fordelt på færgestedet og 8 huse, hvoraf to eller tre dog ikke ville blive regnet med til det område, som vi i dag forstår ved Hadsund Syd.
Ved udskiftningen af Haderup i 1802 regnes færgegården og 6 ejendomme til Hadsund Huse, nemlig de senere matrikelnumre 7, 8, 9, 10, 11, 12 og 13. Alle beboere var da selvejere. I 1880 er der kun 44 beboere i Hadsund Huse fordelt på 7 huse og to gårde (kroen og Vesterskovhus). Befolkningstallet ændrer sig således kun lidt i løbet af 1800-tallet, indtil Randers-Hadsund Jernbane bliver bygget i 1883. Stationen kaldes det første år blot Hadsund, men allerede året efter ses betegnelsen Hadsund Syd, fordi der bliver mulighed for at købe billetter og sende gods til Hadsund by nord for fjorden, og den får betegnelsen Hadsund Nord. Sandsynligvis overføres betegnelsen Hadsund Syd fra stationen til bebyggelsen. I 1901 regnes 103 beboere til Hadsund Syd og der er bygget flere huse. Der bygges stadig flere huse, men i 1925 regnes kun 110 beboere til Hadsund Syd.
Betegnelsen Hadsund Huse er en bydel til Hadsund, nord for fjorden.

### Kroen
Den første kro byggedes i 1823 af kro- og færgemand Peder Nielsen, Rostrup. Denne kro blev ombygget i 1856 af hans søn, Niels Pedersen. Af senere ejere kan nævnes: Jakob Knudsen 1920-34, Fr. Nielsen 1934-37, Christian Borresen 1937-43, Theilmann Møller 1943-50, K. M. Strømberg 1950-52, A. Chr. Andersen 1952-53, Konrad Overgaard 1953-69, Nørgaard Jakobsen 1969-72. Kroen brændte i efteråret 1969, men genåbnedes i ny skikkelse i 1970.
I året 1900 var der på gavlen et stort skilt, hvorpå det meddeltes, at der var staldplads til 50 heste, så rejsende nordpå kunne få staldet ind. Til kroen hørte også et landbrug, ligesom der var købmandsbutik og bageri.

### 1854
Hadsund Syd kaldte man tidligere Hadsund Huse, og sådan kaldes det også, da den første folketælling blev foretaget i 1787. De huse og gårde, der lå nord for fjorden kaldte man normalt Skovhusene, men efterhånden begyndte man også at omtale disse huse og gårde som Hadsund Husene.
Da Hadsund fik handelspladsprivilegier i 1854, begyndte byen at vokse frem, og nu kaldte man også bebyggelsen nord for fjorden for Hadsund Huse. Da der så kom jernbane til Randers (med endestation på Syd) i 1883, blev det nødvendigt at skelne mellem bebyggelsen syd og nord for fjorden, og nu begyndte man så at tale om Hadsund Syd og Hadsund Nord, men Hadsund navnet var altså først knyttet til Hadsund nord for fjorden, derefter til Hadsund Syd.
Hadsund færgested havde i 1801 42 indbyggere, i 1840 37 indbyggere, i 1860 44 indbyggere, i 1870 35 indbyggere, i 1880 44 indbyggere.
Søndre Hadsund Huse lå syd for Hadsund (en del af Mariager Fjord) i Vindblæs Sogn, Gjerlev Herred, Randers Amt, og var et overfartssted til området nord for fjorden. I 1906 havde Søndre Hadsund Huse 95 indbyggere, i 1911 103 indbyggere og i 1916 180 indbyggere. I mellemkrigstiden lå en fabrik ved stationen foruden kroen, men bebyggelsen var beskeden. og indbyggertallet blev ikke opgjort selvstændigt.

### 1970
Indtil 1970 var Hadsund Syd en del af Falslev-Vindblæs sognekommune, der lå i Randers Amt, mens Hadsund nord for fjorden lå i Hadsund Kommune, der var en del af Aalborg Amt. Beboerne på Hadsund Syd fik lov til at stemme om, hvorvidt de efter Kommunalreformen 1970 ville høre til Mariager Kommune, Århus Amt eller til Hadsund Kommune, Nordjyllands Amt. De valgte dengang, at de ville høre til Hadsund.
Det var altså en mindre del af et sogn og en sognekommune, der selv valgte at blive knyttet til Hadsund Kommune, mente man, at det er rimeligt, at man fra 1970 og frem regner Hadsund Syd som en del af Hadsund. Et flertal af beboerne ønskede at blive løsrevet fra resten Falslev-Vindblæs sognekommune for at knytte sig til Hadsund Kommune. I 2007 blev Hadsund Kommune en del af Mariagerfjord Kommune. 

## Sport, kultur og attraktioner

### Attraktioner
Syd for Hadsund Syd ligger den lille bebyggelse Haderup, som har givet navn til både Hadsund og Hadsund Syd. Et par kilometer nordvest for Hadsund Syd ligger Havnø Mølle, som er Nordjyllands ældste vindmølle, bygget i 1842. Møllen er fredet, og den blev fuldstændigt restaureret i 1990'erne. 10 kilometer nordøst for Hadsund Syd ligger Øster Hurup med attraktive badestrande, sommerhusområder, campingpladser.

### Sport
Der er ingen idrætsforening i Hadsund Syd, så alt sport foregår nord for fjorden i mange af Hadsunds idrætsforening, en af den er Hadsund Boldklub, der udbyder fodbold og håndbold. I Hadsund ligger Hadsund Hallerne der er fælles for Hadsund Syd og Hadsund. Det er en idrætshal hvor man lave forskellige aktiverer.

## Uddannelse
Hadsund Syd har ingen folkeskole, så det foregår på Hadsund Skole nord for fjorden. 

## Udvikling
Siden 2009 har Mariagerfjord Kommune kæmpet med af få lov at udstykke et nyt boligområde i Hadsund Syd. For seks år siden prøvede den tidligere Hadsund Kommune det samme, men den gang forgæves. Bydelen blev endelig vedtaget af Mariagerfjord Byråd 18. december 2009. Boligområdet bliver beliggende mellem Hadsund Syd og Haderup. Det får navnet Haderup Sund som var det navn der har givet navn til Hadsund. Når boligområdet er færdigt, vil der stå 115 boliger. I 2010 blev projektet sat på pause efter nogle arkæologisk udgravning havde afdækket et 5000 kvadratmeter stort bopladsområde fra bronzealderen. I 2012 kunne de første parcelhuse sættes til salg. Bebyggelsen bindes sammen med både stier og fællesarealer med mulighed for boldspil.

### Fredning
Danmarks Naturfredningsforening ville have fredet 42,4 hektar jord i det kystnære, landskab på Hadsund Syd. Danmarks Naturfredningsforening ville forhindre, at der en gang om nogle år bygges yderligere op mod 200 huse på 18 hektar inden for det pågældende område. Et område, som mod syd afgrænses af Haderupvej, mod øst af Randersvej, mod vest af Mariagervej og mod nord af det eksisterende boligkvarter i Hadsund Syd.
Mariagerfjord Kommune mente at det havde katastrofale konsekvenser for en fredning i Hadsund Syd; det ville nemlig ikke være muligt med fremtidig boligudvikling syd for fjorden, hvis Danmarks Naturfredningsforening fik opfyldt deres ønske om fredning opfyldt.
Den 3. januar 2013 afviste Fredningsnævnet for Nordjylland at rejse en fredningssag for det 42,2 hektar stort areal. Fredningssag er alvorligt svækket efter at Fredningsnævnet har truffet en afgørelse.

## Geografi
Hadsund Syd er beliggende i den nordøstlige del af Kronjylland. Afstanden til stranden ved Kattegat er der 13 kilometer. Hadsund Syd ligger 5 kilometer nordøst for Assens, 46 kilometer syd for Aalborg og 30 kilometer nord for Randers.

## Historiske indbyggertal
Indbyggertal fra 1801-2012 (Hadsund og Hadsund Syd)  
| År   | Antal boliger     | Antal indbyggere | Fra/til |
| ---- | ----------------- | ---------------- | ------- |
| 1801 |                   | 9                | -       |
| 1840 |                   | 7                | -2      |
| 1870 |                   | 270              | +63     |
| 1880 |                   | 390              | +120    |
| 1890 | 110 gårde og huse | 701              | +311    |
| 1921 | 376               | 1.971            | +1.270  |
| 1930 |                   | 2.415            | +444    |
| 1955 | 1.175             | 2.484            | +69     |
| 1986 |                   | 4.000            | +1.516  |
| 1997 |                   | 5.103            | +1.103  |
| 2006 |                   | 5.526            | +423    |
| 2007 |                   | 5.524            | -2      |
| 2008 |                   | 5.542            | +18     |
| 2009 | 2.558             | 5.484            | -58     |
| 2010 |                   | 5.498            | +14     |
| 2011 |                   | 5.519            | +21     |
| 2012 |                   | 5.457            | -62     |
| 2013 |                   | 5.383            | -74     |